# Lumirioxa araucariae
Lumirioxa araucariae är en tvåvingeart som först beskrevs av Tryon 1927.  Lumirioxa araucariae ingår i släktet Lumirioxa och familjen borrflugor. Inga underarter finns listade i Catalogue of Life.